# Карл Мартел
Карл Марте́л (фр. Charles Martel; 688 — 22 жовтня 741) — військовий та політичний лідер держави франків, мажордом при Меровінгах, фактичний правитель держави в період міжцарів'я, з 718 року і його до смерті. Під час свого правління використовував титул герцог і принц франків.

## Життєпис
Був позашлюбним сином Піпіна Герістальського.
Мартел, що в перекладі означає молот, виграв битву під Пуатьє у 732 році й зупинив наступ арабів на Європу. Джавахарлал Неру вважає цю подію поворотною у історії Європи, оскільки вона дозволила зберегти там християнство.
Після смерті Карла Мартела правління королівством франків перейшло до його синів Піпіна Короткого та Карломана. Карл Мартел уважається засновником династії Каролінгів. Хоча він сам не був проголошений королем, його син Піпін Короткий проголосив себе королем 751 року.
Відомий тим, що запровадив важку кінноту, здатну везти лицаря в обладунку, а також секуляризував чимало церковних земель для її утримання. З цієї причини його названо «засновником європейського феодалізму».